# Opening of the Kiel Canal
Opening of the Kiel Canal ist ein britischer Dokumentarfilm von Birt Acres, der die feierliche Eröffnung des Nord-Ostsee-Kanals (internationale Bezeichnung Kiel Canal) präsentiert. Eine der letzten Kopien des Films ist im Science Museum in London archiviert.

## Filminhalt
Der Film zeigt zunächst den Nord-Ostsee-Kanal. Drei Männer sind in einer Reihe zu sehen, während ein kleines Boot durch den Kanal fährt. Schließlich ist ein kleiner Junge zu sehen, der dort in der Nähe des Geschehens spielt. Weitere Einstellungen zeigen das deutsche Kaiserpaar bei der Einweihungsfeier.

## Hintergrundinformationen
Der Nord-Ostsee-Kanal wurde am 20. Juni 1895 offiziell eröffnet, der Filmtitel datiert das Ereignis jedoch auf den 20. Juni 1895. Die Darstellung dokumentiert die erste Fahrt durch den Nord-Ostsee-Kanal. Der Film gilt als älteste in Deutschland gedrehte Dokumentarfilmaufnahme.
Birt Acres produzierte wenig später den Film The German Emperor Reviewing His Troops, der eine Truppeninspektion durch Kaiser Wilhelm II. zeigt. Seine Filmaufnahmen trugen wahrscheinlich entscheidend dazu bei, dass der Kaiser großes Interesse an diesem neuen Medium entwickelte und es früher als andere Monarchen in seine Selbstinszenierung einbezog.